# Stratovox
Stratovox (también conocido como Speak & Rescue) es un videojuego de estilo matamarcianos desarrollado por Sun Electronics y lanzado en 1980. También fue licenciado para su distribución por Taito.

## Objetivo del juego
El jugador controla una nave que debe disparar a unos platillos voladores que intentarán no sólo destruir la máquina del jugador, sino también secuestrar a unos astronautas que se encuentran en el lado derecho de la pantalla. Si los platillos logran secuestrar todos los astronautas, el juego finaliza independientemente de las naves que posea en reserva el jugador.
Algo destacable de Stratovox es que este es el primer juego en tener síntesis de voz. A pesar de ser de muy baja calidad, se pueden distinguir algunas frases como "Very good" ("Muy bien") o "Help me" ("Ayúdame").
Como anécdota, hay que resaltar que la versión española del juego también tenía traducidas las voces digitalizadas, sustituyendo el 
"HELP ME" por un "¡SOCORRO!" y el "VERY GOOD" por un "AFORTUNADO" de lo más robótico. 
- Datos: Q7622252